# 칼리나족

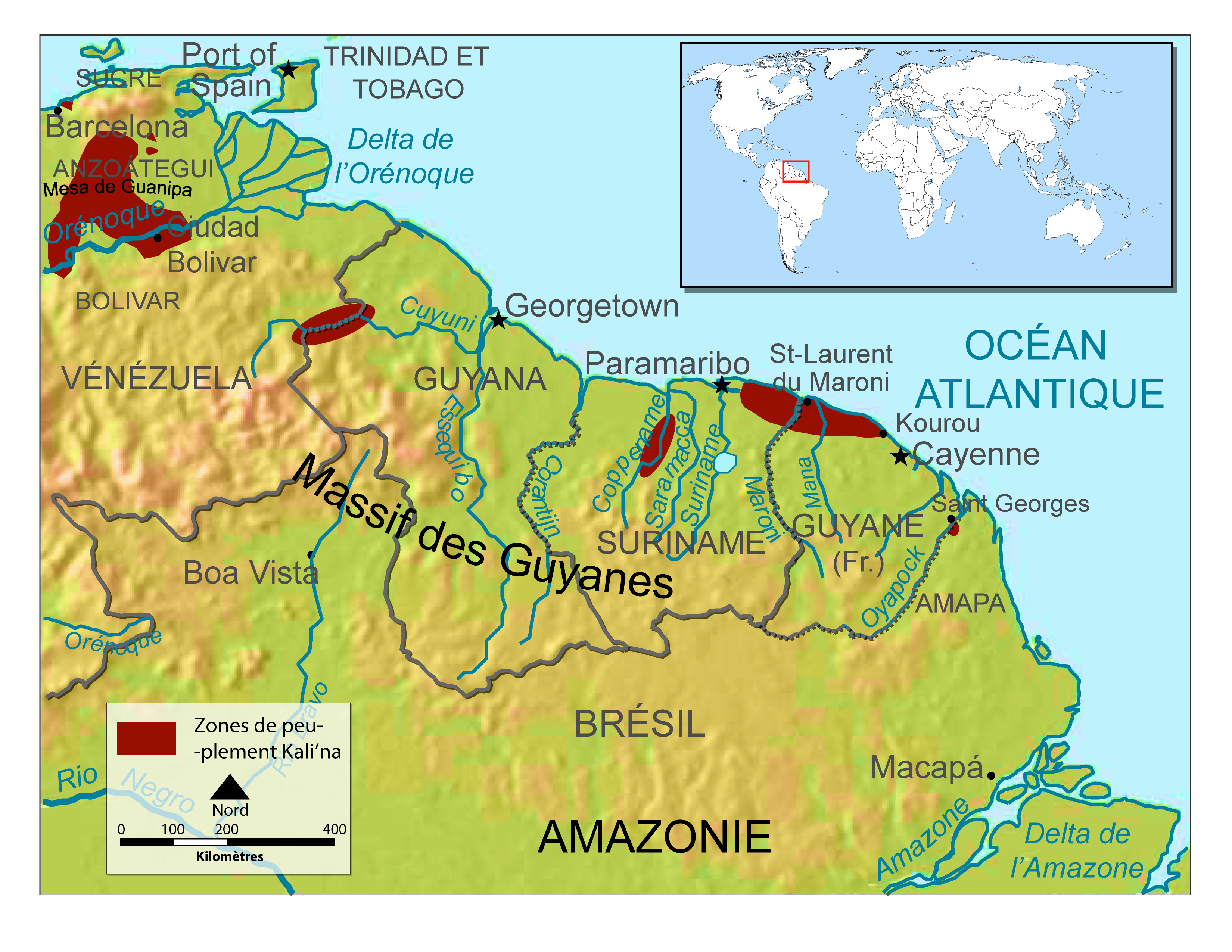
현대의 칼리나족의 지리적 분포

칼리나족(Kalina), 대륙 카리브족(Mainland Caribs) 또는 카리브족(Caribs)은 남아메리카 북부 해안 지역이나 강가에 사는 원주민족이다. 오늘날의 베네수엘라, 가이아나, 수리남, 프랑스령 기아나, 브라질 영토 내에 분포한다. 카리브어족에 속하는 카리브어라는 언어를 사용한다. 사용하는 언어의 계통은 다르지만 카리브 제도의 카리브족(칼리나고족)과 역사적으로 연관되어 있을 가능성이 추정된다.

## 같이 보기
- 카리브족
- 가리푸나족